# Aleksandra Vojejkova

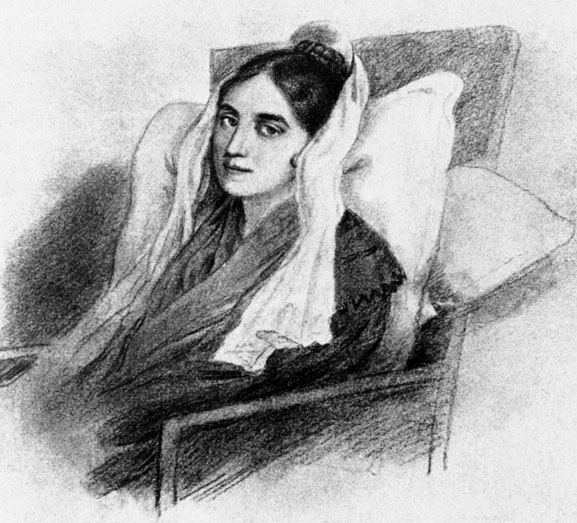
Alexandra Voejkova

Aleksandra A. Vojejkova, född 1795, död 1829, var en rysk salongsvärd. Hon var gift med poeten Aleksander Vojejkov och är bland annat känd som förebilden för Vasilij Zjukovskijs dikt Svetlana och som musa till Nikolaj Jazykov. 